# Constant d'acoblament
En física, una constant d'acoblament, usualment denotada g, és un nombre que determina la força d'una interacció. Usualment el lagrangià o el hamiltonià d'un sistema pot ser separat en una part cinètica i una part d'interacció. La constant d'acoblament determina la força de la part d'interacció pel que fa a la part cinètica, o entre dos sectors de la part d'interacció. Per exemple, la càrrega elèctrica d'una partícula és una constant d'acoblament.
Una constant d'acoblament ocupa un important rol en dinàmica. Per exemple, un freqüentment establix jerarquies d'aproximació basades en la importància de diverses constants d'acoblament. En el moviment d'un gran tros de ferro magnetitzat, les forces magnètiques són més importants que les forces gravitacionales a causa de les magnituds relatives de les constants d'acoblament. No obstant això, en mecànica clàssica freqüentment es realitzen aquestes decisions directament comparant les forces.
La constant d'acoblament resulta de gran utilitat per descriure forces fonamentals en teoria quàntica de camps. Un paper especial és representat en les teories quàntiques relativistes per les constants d'acoblament que no posseïxen dimensions, és a dir, són nombres purs. En física de partícules, els tres acoblaments de gauge del model estàndard, indicant la força de les interaccions electromagnètica (constant d'estructura fina de la QED), nuclear feble (constant de Fermi) i nuclear forta (constant d'acoblament fort) evolucionen de forma diversa amb l'energia però s'igualen en un rang d'energies al voltant de l'escala de gran unificació GUT (~10¹⁶ GeV). La unificació addicional amb la força gravitacional, en una teoria del tot, requereix una energia encara tres ordres de magnitud superior (l'escala de Planck a 1019 GeV)

## Constant d'estructura fina
En el cas de l'electrodinàmica quàntica (QED), la constant d'estructura fina és:
{\displaystyle \alpha ={\frac {e^{2}}{4\pi \epsilon _{0}\hbar c}}}
(on e és la càrrega d'un electró, ε0 és la permitivitat del buit, {\displaystyle \hbar } és la constant reduïda de Planck i c és la velocitat de la llum) és tal constant d'acoblament sense dimensions que determina la intensitat de la força electromagnètica sobre un electró.

## Constant d'acoblament fort
En el cas de la cromodinàmica quàntica (QCD), la constant d'acoblament αs és responsable de la Llibertat asimptòtica i del confinament del color.

## Constant d'acoblament gravitacional
En el cas de la gravetat, g és la constant d'acoblament gravitacional.